# 몰타의 정당
몰타의 정당 목록이다. 현재 몰타의 경우 양당제로 운영하고 있으며, 1920년에 설립된 노동당과 1880년에 설립된 국민당이 있다. 그러나 최근에는 민주당이 창당했다.

## 주요 정당
- 노동당 - 사회민주주의 정당
- 국민당 - 기독교민주주의, 자유보수주의, 자유주의, 유럽통합주의 정당
- 민주당 - 자유주의 정당
- 민주대안당 - 녹색 정치 정당
- 임페리움 에우로파 - 민족주의, 경제자유주의, 인종주의, 범유럽민족주의 정당